# Skradnik (Chorwacja)
Skradnik – wieś w Chorwacji, w żupanii karlowackiej, w gminie Josipdol. W 2011 roku liczyła 402 mieszkańców.